# Futbol'nyj Klub Tom' 2016-2017
Questa voce contiene dati e statistiche per la stagione 2016-2017 del Tom' Tomsk.

## Stagione
Il ritorno in Prem'er-Liga si risolse in un completo naufragio: la squadra si ritrovò da subito invischiata nelle retrovie e, dopo aver chiuso il girone d'andata con appena 9 punti in 15 gare (uno in più dell'ultima), alla prima di ritorno si ritrovò definitivamente ultima, posizione che non lasciò più, accumulando appena 5 punti nel girone di ritorno e finendo staccata 14 punti (tanti quanti ne aveva totalizzato in campionato) dal terz'ultimo posto che sarebbe valso lo spareggio.
Anche in coppa il cammino si interruppe subito con la sconfitta contro il Sibir' (club di seconda serie) nell'unico incontro disputato.

## Rosa
| N. |                      | Ruolo | Calciatore        |
| -- | -------------------- | ----- | ----------------- |
| 1  | Russia (bandiera)    | P     | Aleksey Solosin   |
| 2  | Russia (bandiera)    | D     | Aleksandr Žirov   |
| 3  | Russia (bandiera)    | D     | Vitalij D'jakov   |
| 4  | Croazia (bandiera)   | D     | Ante Puljić       |
| 5  | Romania (bandiera)   | C     | Eric Bicfalvi     |
| 6  | Rep. Ceca (bandiera) | D     | Lukáš Droppa      |
| 7  | Russia (bandiera)    | A     | Pavel Golyšev     |
| 8  | Ucraina (bandiera)   | D     | Kyrylo Koval'čuk  |
| 9  | Russia (bandiera)    | A     | Kirill Kombarov   |
| 10 | Russia (bandiera)    | C     | Sergej Kuznecov   |
| 11 | Ucraina (bandiera)   | A     | Oleksandr Kas"jan |
| 14 | Russia (bandiera)    | D     | Aslan Dudiev      |
| 15 | Russia (bandiera)    | C     | Evgenij Baljajkin |
| 17 | Russia (bandiera)    | C     | Aleksej Pugin     |
| 18 | Russia (bandiera)    | C     | Artёm Popov       |
| 19 | Russia (bandiera)    | D     | Pёtr Ten          |
| 20 | Rep. Ceca (bandiera) | D     | David Jablonský   |

| N. |                     | Ruolo | Calciatore}          |
| -- | ------------------- | ----- | -------------------- |
| 21 | Russia (bandiera)   | C     | Maksim Bardačoŭ      |
| 22 | Russia (bandiera)   | A     | Sergej Samodin       |
| 42 | Russia (bandiera)   | P     | Aleksandr Melichov   |
| 65 | Russia (bandiera)   | C     | Ruslan Salakhutdinov |
| 69 | Russia (bandiera)   | D     | Mark Karymov         |
| 74 | Russia (bandiera)   | C     | Anton Makurin        |
| 77 | Russia (bandiera)   | C     | Anton Kočenkov       |
| 84 | Russia (bandiera)   | D     | Anton Miterev        |
| 87 | Russia (bandiera)   | A     | Dmitrij Sasin        |
| 88 | Russia (bandiera)   | C     | Daniil Bol'šunov     |
| 89 | Russia (bandiera)   | D     | Dmitri Osipov        |
| 92 | Moldavia (bandiera) | C     | Valeriu Ciupercă     |
| 94 | Russia (bandiera)   | C     | Aleksandr Naumenko   |
| 96 | Russia (bandiera)   | D     | Aleksandr Bukachyov  |
| 97 | Russia (bandiera)   | A     | Aleksandr Sobolev    |
| 98 | Russia (bandiera)   | C     | Nikita Gvineysky     |
| 99 | Russia (bandiera)   | A     | Kirill Pogrebnjak    |

## Risultati

### Campionato
| Krasnodar 1º agosto 2016 1ª giornata | Krasnodar | 3 – 0 referto | Tom' Tomsk | Stadio Kuban' |

| Mosca 7 agosto 2016 2ª giornata | Lokomotiv Mosca | 2 – 2 referto | Tom' Tomsk | Stadio Lokomotiv |

| Tomsk 14 agosto 2016 3ª giornata | Tom' Tomsk | 1 – 0 referto | Ufa | Trud Stadium |

| Rostov sul Don 20 agosto 2016 4ª giornata | Rostov | 3 – 0 referto | Tom' Tomsk | Stadio Olimp-2 |

| Tomsk 27 agosto 2016 5ª giornata | Tom' Tomsk | 0 – 1 referto | CSKA Mosca | Trud Stadium |

| Perm' 10 settembre 2016 6ª giornata | Amkar Perm' | 1 – 0 referto | Tom' Tomsk | Stadio Zvezda |

| Tomsk 17 settembre 2016 7ª giornata | Tom' Tomsk | 1 – 0 referto | Arsenal Tula | Trud Stadium |

| Kazan' 26 settembre 2016 8ª giornata | Rubin | 2 – 1 referto | Tom' Tomsk | Stadio Centrale |

| Tomsk 1º ottobre 2016 9ª giornata | Tom' Tomsk | 1 – 1 referto | Ural | Trud Stadium |

| Orenburg 16 ottobre 2016 10ª giornata | Gazovik Orenburg | 3 – 1 referto | Tom' Tomsk | Stadio Gazovik |

| Tomsk 22 ottobre 2016 11ª giornata | Tom' Tomsk | 0 – 3 referto | Anži | Trud Stadium |

| San Pietroburgo 30 ottobre 2016 12ª giornata | Zenit San Pietroburgo | 1 – 0 referto | Tom' Tomsk | Stadio Petrovskij |

| Tomsk 5 novembre 2016 13ª giornata | Tom' Tomsk | 0 – 1 referto | Spartak Mosca | Trud Stadium |

| Groznyj 21 novembre 2016 14ª giornata | Terek Groznyj | 0 – 0 referto | Tom' Tomsk | Achmat-Arena |

| Samara 27 novembre 2016 15ª giornata | Kryl'ja Sovetov Samara | 3 – 0 referto | Tom' Tomsk | Stadio Metallurg (Samara) |

| Mosca 1º dicembre 2016 16ª giornata | Tom' Tomsk | 1 – 6 referto | Lokomotiv Mosca | Stadio Lokomotiv |

| Ufa 5 dicembre 2016 17ª giornata | Ufa | 1 – 0 referto | Tom' Tomsk | Neftyanik Stadium |

| Rostov sul Don 3 marzo 2017 18ª giornata | Tom' Tomsk | 0 – 6 referto | Rostov | Stadio Olimp-2 |

| Mosca 11 marzo 2017 19ª giornata | CSKA Mosca | 4 – 0 referto | Tom' Tomsk | Arena CSKA |

| Tomsk 18 marzo 2017 20ª giornata | Tom' Tomsk | 1 – 0 referto | Amkar Perm' | Trud Stadium |

| Tula 1º aprile 2017 21ª giornata | Arsenal Tula | 3 – 0 referto | Tom' Tomsk | Stadio Arsenal |

| Tomsk 10 aprile 2017 22ª giornata | Tom' Tomsk | 2 – 2 referto | Rubin | Trud Stadium |

| Ekaterinburg 16 aprile 2017 23ª giornata | Ural | 1 – 0 referto | Tom' Tomsk | SKB-Bank Arena |

| Tomsk 23 aprile 2017 24ª giornata | Tom' Tomsk | 1 – 2 referto | Gazovik Orenburg | Trud Stadium |

| Kaspijsk 27 aprile 2017 25ª giornata | Anži | 3 – 3 referto | Tom' Tomsk | Anži-Arena |

| Tomsk 1º maggio 2017 26ª giornata | Tom' Tomsk | 0 – 2 referto | Zenit San Pietroburgo | Trud Stadium |

| Mosca 6 maggio 2017 27ª giornata | Spartak Mosca | 1 – 0 referto | Tom' Tomsk | Otkrytie Arena |

| Tomsk 14 maggio 2017 28ª giornata | Tom' Tomsk | 1 – 2 referto | Terek Groznyj | Trud Stadium |

| Tomsk 17 maggio 2017 29ª giornata | Tom' Tomsk | 0 – 2 referto | Kryl'ja Sovetov Samara | Trud Stadium |

| Tomsk 21 maggio 2017 30ª giornata | Tom' Tomsk | 1 – 5 referto | Krasnodar | Trud Stadium |

### Coppa di Russia
| Novosibirsk 21 settembre 2016 Sedicesimi di finale | Sibir' | 1 – 0 referto | Tom' Tomsk | Spartak Stadium |